# Macropsis formosana
Macropsis formosana är en insektsart som beskrevs av Matsumura 1912. Macropsis formosana ingår i släktet Macropsis och familjen dvärgstritar. Inga underarter finns listade i Catalogue of Life.